# Joe Zawinul

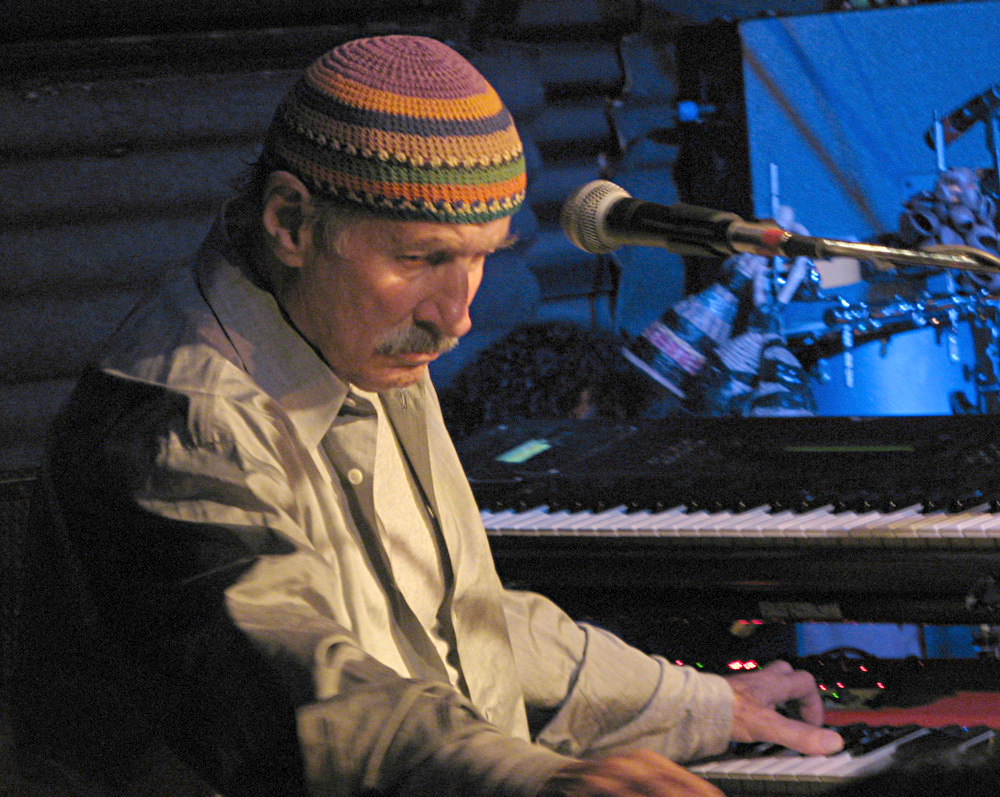
Joe Zawinul, The Zawinul Syndicate, Freiburg, 2007

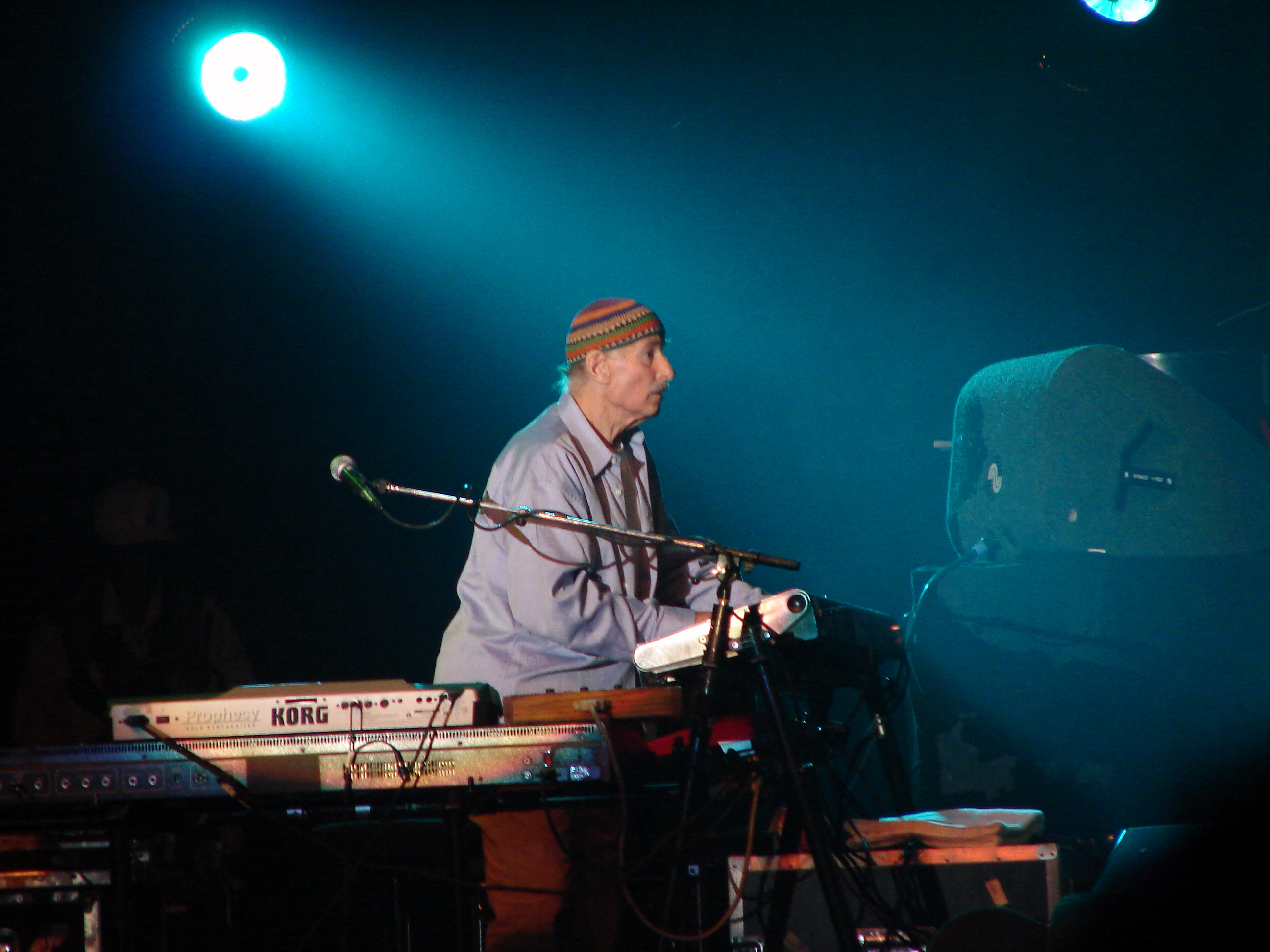
Joe Zawinul, North Sea Jazz Festival, 2007

Josef Erich „Joe“ Zawinul (* 7. Juli 1932 in Wien; † 11. September 2007 ebenda) war ein österreichischer Musiker und einer der einflussreichsten Jazz-Musiker des 20. Jahrhunderts.
Joe Zawinul prägte zunächst als Pianist und Keyboarder, dann auch als Komponist, Bandleader und Arrangeur mehrere Jahrzehnte lang die internationale Musikszene. 1966 schrieb er für das Cannonball Adderley Quintet den Hit Mercy, Mercy, Mercy, der zu einer Referenzaufnahme des Soul Jazz wurde. 1969 komponierte er das Titelstück von Miles Davis’ LP In a Silent Way, eines der ersten Fusion-Jazz-Alben, an dem er ebenso entscheidend beteiligt war wie an dessen revolutionärer LP Bitches Brew (1970).
Ende 1970 gründete er mit Wayne Shorter die stilprägende Fusion-Gruppe Weather Report, die mit vielen Auszeichnungen gewürdigt und 2001 als „die beste Jazzband der letzten 30 Jahre“ von Josef Woodard in Down Beat bezeichnet wurde.
Neben seinen Erfolgen als Komponist, Arrangeur und Bandleader gilt Zawinul auch als Pionier beim Einsatz elektronischer Instrumente. Er war einer der wenigen Musiker, die auf einem Synthesizer einen eigenen Klang entwickelten. Das zentrale Merkmal seiner späteren Kompositionen ist die Integration ethnischer Musizierstile und Elemente in den Jazzkontext. Er entwickelte diese Klangwelt mit Weather Report und der nachfolgenden Gruppe The Zawinul Syndicate zur Meisterschaft und erhielt dazu auf seinen Welttourneen weitere Anregungen.

## Leben und Wirken

### Jugend
Josef Erich Zawinul war der Sohn des Arbeiters Josef Zawinul, dessen Mutter eine ungarische Sintiza war und dessen Vater aus Südmähren stammte. Er kam aus bescheidenen Verhältnissen, doch zeit seines Lebens war Zawinul stolz auf seine multikulturell beeinflusste Familie und Verwandten; er sah sie als eine Gemeinschaft hart arbeitender, einfacher und liebenswerter Menschen. Zawinuls Vater arbeitete als Schlosser im städtischen Gaswerk in Wien; in seiner Freizeit spielte er Mundharmonika, stemmte Gewichte und boxte. Das Boxen sollte auch für seinen Sohn zur lebenslangen Passion werden. Die Mutter Maria, geb. Hameder, war eine Amateursängerin, sie spielte etwas Klavier und hatte das absolute Gehör. Sie arbeitete zunächst als Köchin bei dem großbürgerlichen jüdischen Ehepaar Jocklich, von dem sie bis zu seiner Emigration nach Palästina stets in die Oper mitgenommen wurde. Diese musikalischen Erlebnisse weckten in ihr den Wunsch, dass auch ihr Sohn ein Musiker werden sollte. Danach war sie als Postbedienstete tätig. Josef („Pepe“) wuchs in der Weinlechnergasse 1, im Arbeiterviertel Erdberg des Wiener Gemeindebezirks Landstraße auf. Daneben hielt er sich oft in Oberkirchbach auf, dem kleinen Heimatdorf seiner Mutter mitten im Wienerwald, die aus einer Familie mit elf Kindern stammte. Sein Zwillingsbruder Erich starb als Vierjähriger an einer Lungenentzündung.
Mit sechs Jahren bekam er ein kleines Akkordeon geschenkt und erhielt Unterricht bei einem Musiklehrer. In seiner Familie und bei Verwandten hörte und sang er von früh an tschechische und slowenische Weisen, ungarische Sinti-Lieder, Polkas und Ländler; nun konnte er sie auch instrumental begleiten und ihnen den Takt vorgeben. Nach einem Dreivierteljahr erklärte sein Musiklehrer Zawinuls Mutter: „Frau Zawinul, ich kann dem Bub nichts mehr beibringen, der hat so viel Talent für Musik, der sollte eigentlich ins Konservatorium gehen.“ Als sich dabei herausstellte, dass er auch das absolute Gehör hatte, erhielt er einen Freiplatz (kostenlosen Unterricht) am damaligen Konservatorium der Stadt Wien, wo er Unterricht in Klavier, Violine und Klarinette nahm. Damit bereitete er sich auf eine Karriere als klassischer Pianist vor, dem er jedoch zunehmend nur mehr aus Pflichterfüllung nachkam. Ab 1945 besuchte er das Realgymnasium in der Hagenmüllergasse (3. Bezirk); sein Klassenkamerad und enger Freund wurde Thomas Klestil, der spätere Bundespräsident. Freimütig erzählten später beide über gemeinsame Streiche wie etwa kostenlose Besuche im Freibad und im Kino.
Einen tiefen Eindruck auf den jungen Zawinul hinterließ der Musical-Film Stormy Weather (1943), in dem die Spitzenstars des schwarzen Entertainments auftraten: Der Tänzer Bill „Bojangles“ Robinson, das Orchester von Cab Calloway, der Pianist Fats Waller, Dooley Wilson (bekannt als Sam aus Casablanca, 1942) und die Schauspielerin Lena Horne. Zawinul sah sich den Film 24-mal an und verliebte sich in die Hauptdarstellerin Lena Horne. Die Qualität des Films war nicht nur eine von Zawinul subjektiv erlebte, denn im Jahr 2001 würdigte die Library of Congress den Film als „kulturell wertvoll“ und hielt ihn einer besonderen Aufbewahrung in der National Film Registry wert. 1977 nannte Zawinul eine Weather Report-LP Heavy Weather.

### Modern Jazz
Mit zwölf Jahren hörte er zum ersten Mal Jazzmusik und war auf der Stelle davon eingenommen; ein Mitschüler seines Internats im Sudetenland spielte am Klavier Honeysuckle Rose. „Des war guad. Und i hob mir denkt, wow, des is was, des g’fallt mir.“ Als Siebzehnjähriger brach er die intensiven Vorbereitungen zu dem Genfer Klavierwettbewerb 1949 unvermittelt ab und wandte sich dem Jazz zu. Ein Studienfreund aus jenen Tagen war der zwei Jahre ältere Friedrich Gulda, den er 1951 kennenlernte. Ab 1952 arbeitet er als Jazzmusiker mit anderen österreichischen Musikern zusammen.
Nach ersten Erfahrungen unter anderem in der Combo von Vera Auer und bei Hans Koller war er 1954 mit Hans Salomon Mitbegründer der Austrian All Stars, zu denen weiterhin Karl Drewo, Rudolf Hansen und Viktor Plasil gehörten, und die als Wegbereiter des Cool Jazz in Österreich gelten. Deren Plattenaufnahmen erfuhren auch durch Guldas Förderung eine internationale Anerkennung und fanden sogar im amerikanischen Fachmagazin Down Beat Aufmerksamkeit. 1955/56 wechselte er mit der gesamten Besetzung der Austrian All Stars in die Johannes Fehring Big Band. 1956 wechselte er zur damals erfolgreichsten österreichischen Jazzband, der Two Sound Band von Fatty George. Nachdem er sich erfolgreich um ein Stipendium an der Berklee School in Boston beworben hatte, reiste er per Bahn und Schiff im Januar 1959 für zunächst nur vier Monate und mit 800 Dollar in die USA. Er ging mit dem festen Vorsatz in die USA, nicht mehr dauerhaft nach Europa zurückzukehren. Tatsächlich konnte er mit einer nahezu nahtlosen Serie von Engagements anschließen und sich weiterentwickeln.
Noch am Abend seiner Ankunft in New York City ging er in einen Club und traf dort auf Wilbur Ware, Louis Hayes und jammte mit Charlie Mariano. Zwei Tage später rief der Impresario George Wein an, der für Ella Fitzgerald einen Pianisten als Liedbegleiter suchte. Zawinul nahm dankbar an und bewährte sich.
Wenige Tage danach wurde er als Pianist der Maynard Ferguson Band engagiert. Er brach die Ausbildung in Boston ab, zog um nach New York und spielte für acht Monate im Maynard-Ferguson-Orchestra. Ferguson beschaffte ihm die Aufenthaltserlaubnis (Green Card), die nach vier Monaten erforderlich geworden war, und die Arbeitserlaubnis bei der Gewerkschaft. Zawinul fand sich schnell in der schwarzen Musiker-Community zurecht. Seine Offenheit beschränkte sich nicht nur auf das Zusammenspiel, sondern umfasste auch das gemeinsame Reisen und Wohnen mit seinen schwarzen Kollegen unter den Zumutungen der damaligen Rassentrennung in den USA. Dinah Washington engagierte ihn als Pianisten und stellte ihn ihrem Publikum als „Joe Vienna“ vor; Zawinul blieb bei ihr zwei Jahre lang.
Miles Davis wurde auf ihn aufmerksam und lud ihn als Mitspieler in seine Band ein. Doch Zawinul lehnte ab, es sei noch nicht die richtige Zeit dafür – und setzte hinzu, wenn es einmal so weit sei, dann würden sie beide Musikgeschichte schreiben. Davis respektierte seinen Standpunkt. 1962 heiratete Zawinul Maxine, die er im berühmten New Yorker Jazzclub Birdland kennengelernt hatte; ihr Trauzeuge war Cannonball Adderley.
Von 1961 bis 1970 spielte er im Quintett von Cannonball Adderley, Zawinul sprach nur in größter Verehrung über seinen Mentor, er sei der am meisten unterschätzte Musiker des 20. Jahrhunderts gewesen. Nie hätte er ihn einen Fehler spielen hören. Immer, wenn manchmal Kritik von Schwarzen aufkam, dass ein Weißer in seiner Gruppe spielte, konterte dieser: „Bringt mir einen, der so spielen kann wie Joe, dann engagiere ich ihn sofort!“ Für dessen Band komponierte er nahezu sechzig Stücke. 1966 hatte er seinen ersten großen Hit Mercy, Mercy, Mercy, entwickelt aus einer Begleitfigur eines Songs für Dinah Washington. Er spielte erstmals für eine Aufnahme auf einem elektrischen Piano, einem Wurlitzer Electric Piano, in der LP-Version ist es ein Fender Rhodes. Über eine Million Singles wurden davon verkauft und es ist bis heute die meistverkaufte Jazzaufnahme. Miles Davis war so sehr von dem warmen Klang angetan, dass er eine Woche nach der Veröffentlichung seinem Bandmitglied Herbie Hancock auch ein E-Piano kaufte. Weitere Hits waren Country Preacher und Walk Tall (1969), die er anlässlich eines Wohltätigkeitsgottesdienstes von Reverend Jesse Jackson für das von Martin Luther King gegründete Stipendiatenprogramm Operation Breadbasket komponiert hatte. Ende der 1960er-Jahre trat das Cannonball Adderley Quintet mehrfach als Vorgruppe von englischen Supergroups des Rock ’n’ Roll wie The Who auf. Das System des sogenannten double billings wurde wegbereitend für die sich anbahnende Fusion von Jazzmusik und Rock.

### Electric Jazz: Weather Report

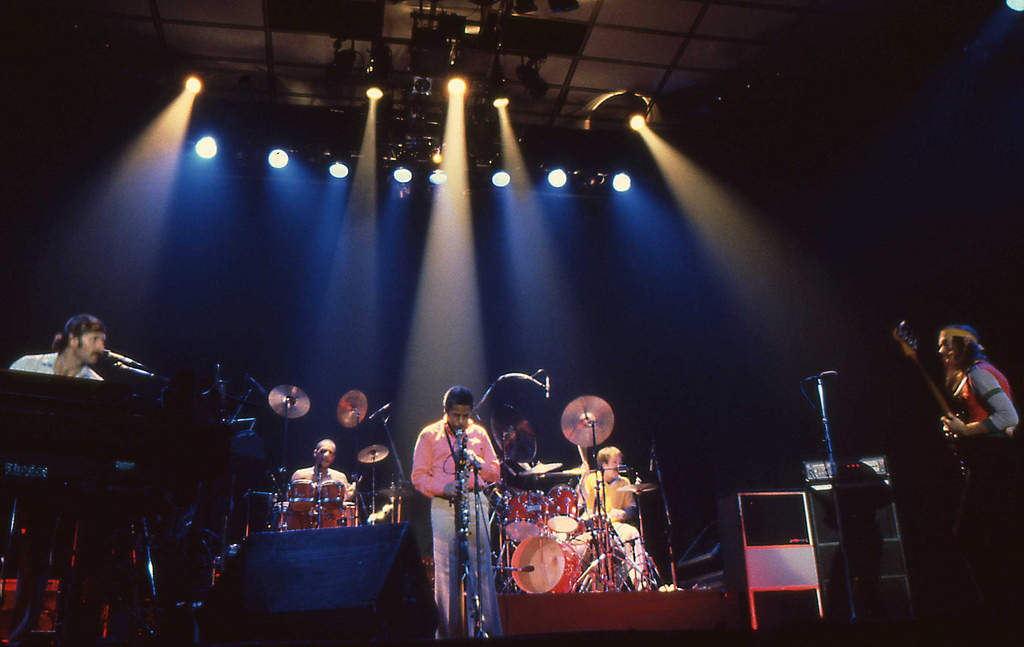
Weather Report, 1980

Jazzhistoriker bezeichnen als eine entscheidende Phase in der Entwicklung des Fusion-Stils die Zusammenarbeit Zawinuls mit Miles Davis 1969/70. Die bahnbrechende LP war In a Silent Way (1969). Zawinul komponierte das Titelstück, Davis änderte nur ein paar Akkorde und führte es unter eigenem Namen auf. Das Album Bitches Brew (1970) knüpfte an seinen Vorgänger an und erweiterte den Raum für freie Improvisation. Im November 1970 in New York gründete Zawinul dann zusammen mit dem Saxophonisten Wayne Shorter und dem Kontrabassisten und E-Bassisten Miroslav Vitouš die legendäre Jazz-Rock-Formation Weather Report. Der Einsatz von Percussion zusätzlich zum Schlagzeug förderte die Dynamik und das Spielen komplexer Polyrhythmen. Zawinul löste sich vom alten 32-Takte-System, brach mit dem Thema–Solo–Thema–Schema und führte neue Formen ein.
Von 1976 bis 1982 übernahm Jaco Pastorius den Bass, ein Zeitabschnitt, der als die Hochphase der Gruppe gilt. Bis 1985 feierte die Band Weather Report ihre größten kommerziellen Erfolge, unter anderem 1977 mit dem von Zawinul komponierten Welthit Birdland. Die Komposition wurde in drei Versionen von Weather Report, Manhattan Transfer (Extensions, 1980) und Quincy Jones (Back on the Block, 1989) mit je einem Grammy ausgezeichnet.
Zawinuls Musik mit Weather Report war tatsächlich ein Erfolg auf der ganzen Welt; besonders afrikanische Zuhörer liebten diesen Sound. Sein Intro zu dem Stück Black Market war mehr als 20 Jahre lang die Erkennungsmelodie von Radio Dakar im Senegal. Weather Report-Platten machten als raubkopierte Kassetten die Runde und beeinflussten eine ganze Generation von afrikanischen Musikern. Seine späteren afrikanischen Bandmitglieder im Zawinul Syndicate baten ihn darum, mitspielen zu können – wegen ihrer Wertschätzung der Musik von Weather Report.

### World Jazz: Zawinul Syndicate

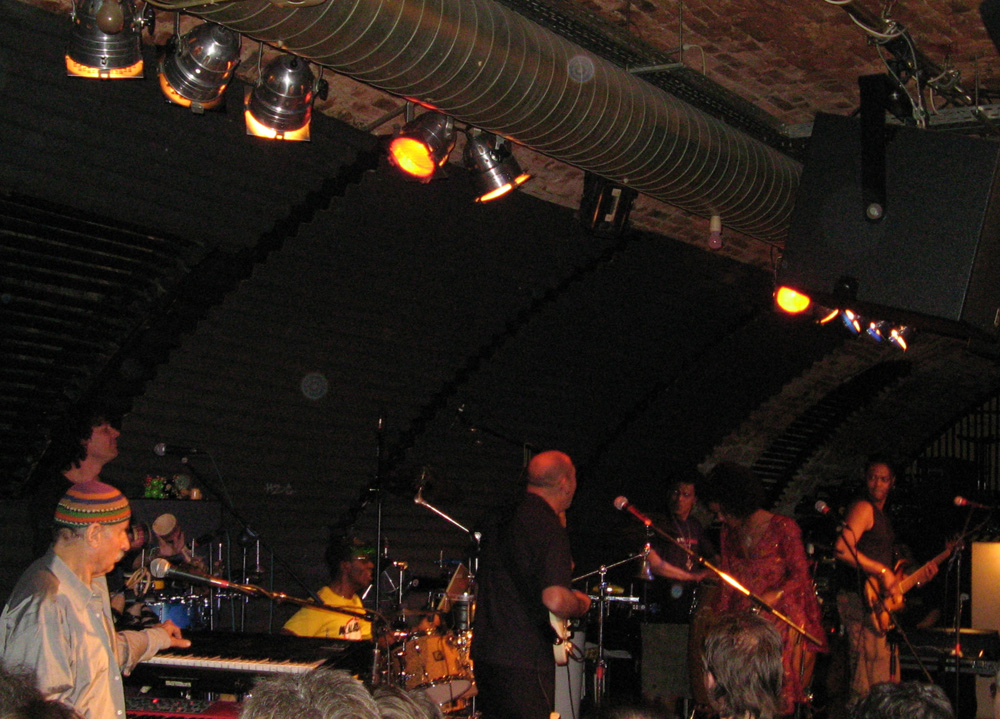
The Zawinul Syndicate, 2007

Von 1986 bis 1989 gab er mit Friedrich Gulda mehrere Konzerte, für die er zwar die höchsten Gagen in seinem Musikerleben erhielt, die er jedoch nur ungern absolvierte.
Seit 1988 entwickelte Zawinul mit seinem Ensemble, dem Zawinul Syndicate einen unverkennbaren Stil, der die Grenzen zwischen Jazz, Welt- und Tanzmusik auflöste. Nach eigenen Angaben hat er den Hip-Hop-Beat kreiert (nicht zu verwechseln mit Hip-Hop an sich); die Stücke 125th Street Congress und Boogie Woogie Waltz auf dem Weather-Report-Album Sweetnighter (1973) wurden von „50 oder 60 verschiedene[n] Rap-Gruppen“ als Grundlage für ihren Rap übernommen. 1991 produzierte, arrangierte und spielte er die Aufnahmen des Konzeptalbums Amen für den malischen Sänger Salif Keïta. Begleiter waren unter anderem Carlos Santana und Wayne Shorter. Miles Davis, der auch in Malibu wohnte, sagte Zawinul zunächst zu, bestand dann jedoch auf einer höheren Gage. In Frankreich wählte man das Album zur besten Weltmusikplatte aller Zeiten.
Zwischen 1992 und 1996 nahm er mit 35 Musikern aus der ganzen Welt das Album My People auf. Musikalische Einflüsse aus Afrika, der Karibik, Südamerika, Europa, dem Nahen Osten und den USA verbindet darin Zawinul zu einer universellen Musiksprache wie noch nie zuvor gehört.

### Projekte
Immer auf der Suche nach neuen Herausforderungen stellte sich Zawinul in seinen beiden letzten Jahrzehnten sehr unterschiedlichen Aufgaben. 1993 führte er anlässlich des Brucknerfestes in Linz bei der alljährlichen Open-Air-Veranstaltung Linzer Klangwolke mit einer Licht- und Laserschau seine erste Sinfonie Stories of the Danube – Donaugeschichten vor 80.000 Zuschauern auf.
1998 bat er seinen Schulfreund und damaligen Bundespräsidenten Thomas Klestil um eine offizielle Unterstützung für ein ehrenamtliches Engagement in Afrika. Klestil ernannte ihn daraufhin zum österreichischen Kulturbotschafter (Good Will Ambassador For The Southern African Countries).

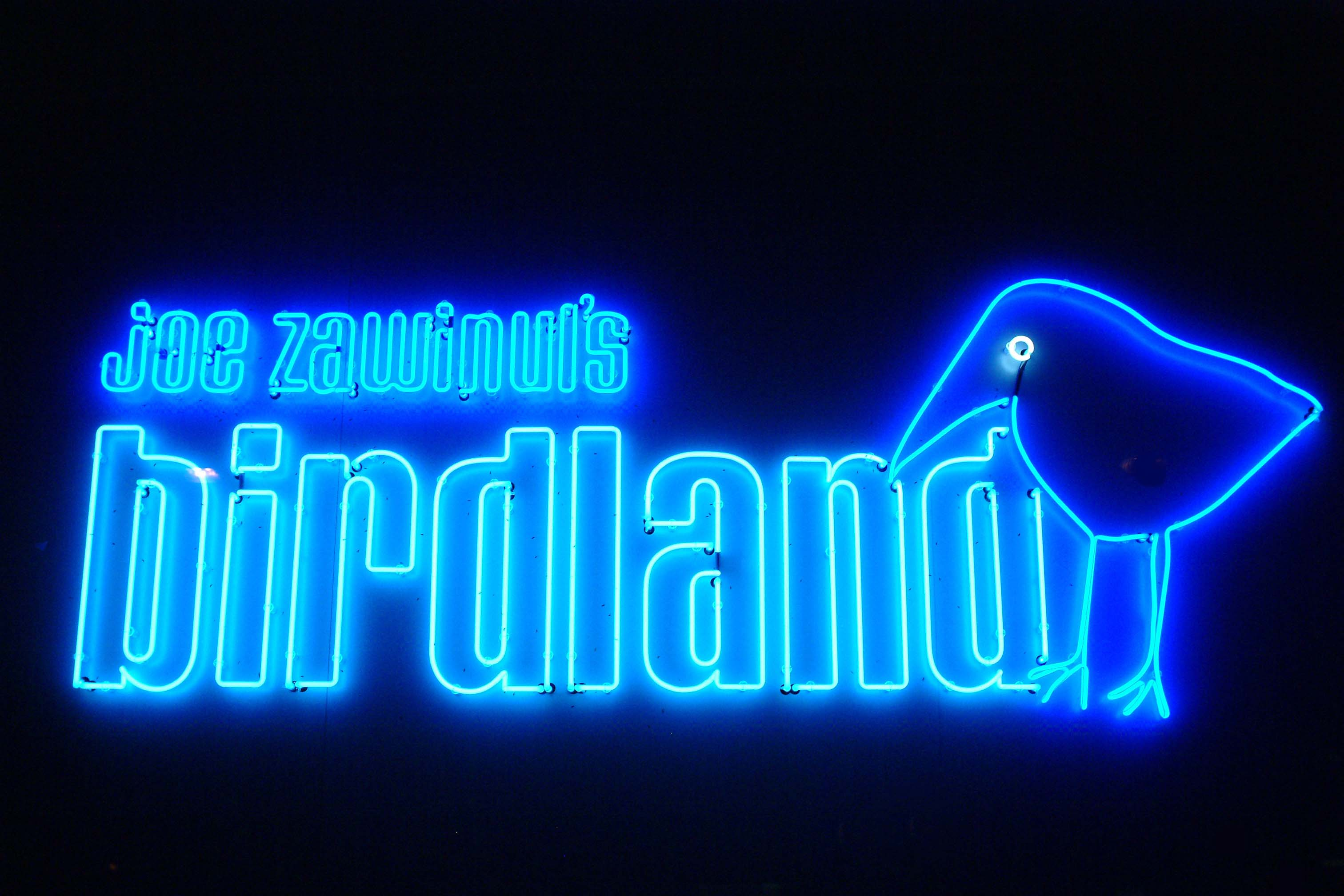
Neon-Leuchtröhre Joe Zawinul’s Birdland am Wiener Hotel Hilton, 2004

Das österreichische KZ Mauthausen wurde zum Thema einer Klangcollage mit O-Tönen, verbunden mit einer eigenen Komposition, die mit dem Rezitator und Burgschauspieler Frank Hoffmann am 8. August 1998 im dortigen Steinbruch vor 9000 Menschen uraufgeführt wurde. Beim letzten Stück der Aufführung nahm das Publikum brennende Kerzen in die Hand, schwieg und applaudierte nicht, als der letzte Ton verklungen war.
2004 eröffnete Zawinul in seinem Wiener Heimatbezirk den Jazz- und Musikclub Birdland im Souterrain des Hilton Hotels. Er benannte ihn nach dem berühmten New Yorker Birdland, der von 1949 bis 1965 einer der beliebtesten Jazzclubs war und den er als den wichtigsten Ort seines Lebens bezeichnete. Die Suche nach einer geeigneten Lokalität für das Spielen von Jazzmusik zog sich bereits zehn Jahre hin. Wegen des unrealistischen Konzepts geriet der Club nach der Eröffnung wiederholt in finanzielle Schwierigkeiten. 2005 gründete er das Label BirdJAM, das für die Veröffentlichung von Live-Aufnahmen aus dem Wiener Birdland vorgesehen war. Am 11. August 2008 wurde das Konkursverfahren für das Birdland eröffnet. Da die Gespräche mit möglichen Investoren ergebnislos blieben, wurde der Jazzclub geschlossen.

### Tod

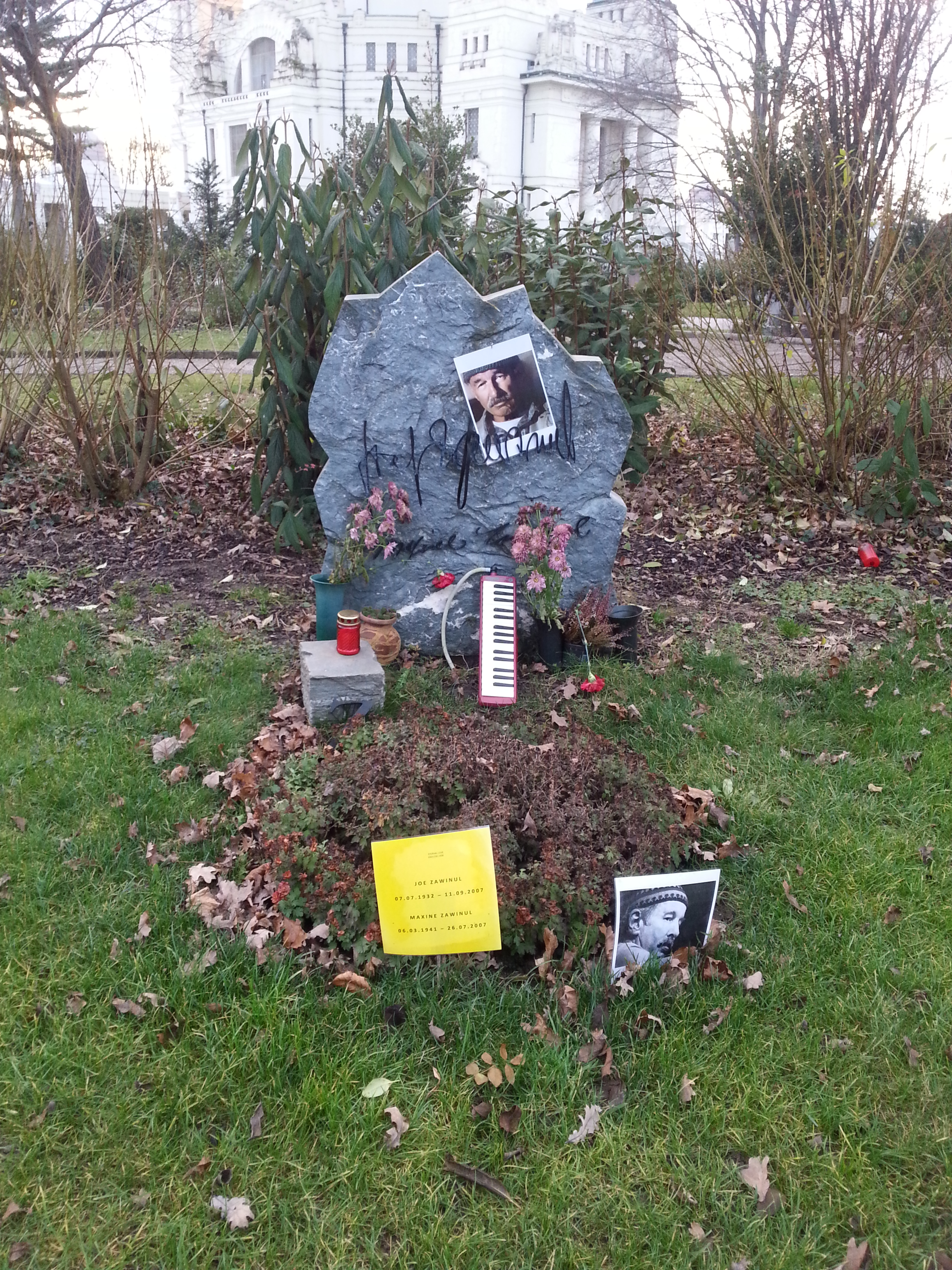
Grab von Joe Zawinul im Wiener Zentralfriedhof, Gruppe 33G, Nr. 39 (2014)

Eine Woche nach seiner sechswöchigen Europatournee wurde Zawinul am 7. August 2007 wegen einer seltenen Hautkrebserkrankung, eines Merkelzellkarzinoms, ins Wiener Wilhelminenspital eingeliefert. Am 11. September 2007 um 4:55 Uhr verstarb der Musiker im Alter von 75 Jahren. Seine Ehefrau Maxine war nur wenige Wochen vor ihm am 26. Juli 2007 gestorben.
Wiens Bürgermeister Michael Häupl veranlasste, dass ihm ein Ehrengrab der Stadt Wien auf dem Zentralfriedhof zugewiesen wurde. In einer Trauerfeier, die von seinen Weggefährten musikalisch begleitet wurde, konnte die Öffentlichkeit am 25. September 2007 Abschied nehmen. Die Einäscherung und Beisetzung erfolgte wenige Tage später im engsten Familienkreis. Die Urnen mit der Asche Joe Zawinuls und seiner Frau Maxine ruhen im Grab Nr. 39 der Gruppe 33G.
In einem Gespräch mit Gunther Baumann (2002) schlug der Künstler die folgende Inschrift für seinen Grabstein vor: Joe Zawinul. Er war ein ehrlicher Mensch. A decent human being.

### Familie
Seit Ende der 1960er-Jahre flog Zawinul fünf- bis sechsmal pro Jahr nach Wien zu seinen Eltern und Freunden.
Seine Familie wohnte seit 1972 in Pasadena und später in Malibu, einem Haus mit Tonstudio und Blick auf den Pazifik. Ein Buschbrand hatte hier im Herbst 1993 beinahe sein Haus mit seinen Aufnahmen vernichtet.
Zawinul hinterließ drei Söhne: den Filmemacher und Filmkomponisten Anthony, den Wiener Konzertveranstalter Erich (1966–2021) und Ivan, einen Dozenten für Aufnahmetechnik am Musicians Institute in Hollywood, der seit 2022 im Landestheater Linz als Tontechniker arbeitet. Ivan (* 1969) arbeitete mit ihm in seinen letzten 15 Jahren als Tontechniker und Koproduzent seiner Aufnahmen. Der älteste Sohn Tony lebte von 1993 bis 2008 in Mailand und arbeitete dort im Filmgeschäft. Seit 2015 bereitet er die Produktion zweier Dokumentarfilme über seinen Vater vor: Joe Zawinul: An American Dream, und die über crowdfunding finanzierte Dokumentation This is This. The incredible Jazz Journey of Weather Report.

## Stil
Die Kommentare zu Zawinuls Musik und seine Bemerkungen dazu kommen immer wieder darauf zurück, dass es Zawinuls erste musikalische Eindrücke waren, die seinen eigenen Sound geprägt haben. Häufig genannt werden die Melodik der mitteleuropäischen Volksmusik, der Rhythmus der menschlichen Stimme und der kompakte, flächige Klang des Akkordeons. Von seinen Eltern stets dazu ermuntert, wollte Zawinul jeden Tag etwas mehr hinzulernen und tat dies neben dem Boxen vor allem in der Jazzmusik. Bis 1965 durchlief sein Lernpensum das gesamte Spektrum der tonangebenden Stile und Spieltechniken des Jazz. Zunächst beeindruckte ihn am meisten die raffinierte und elegante Unterhaltungsmusik der Big Band von Duke Ellington. Gute Musik war für ihn immer eine gekonnte Mischung aus Einfachheit und Raffinesse. Dieses Qualitätsmerkmal erfüllte und demonstrierte auf ideale Weise für ihn das Klavierspiel seines Idols George Shearing und Miles Davis’ Cool-Jazz-Einspielung Birth of the Cool. Bald merkte er, dass er dank seines Talents nichts mehr in der österreichischen Jazzszene lernen konnte. Der Weggang in die USA, hin zu den Quellen des Jazz, verdankte sich neben seinem sehr starken Willen („stubbornness“) auch seiner radikalen Neugierde und Konsequenz zum Weiterlernen.
1965 wurde ihm plötzlich bewusst, dass er „ausgelernt“ hatte, denn einer der vorherigen Pianisten von Cannonball Adderleys Quintett, Barry Harris, gratulierte ihm, dass er nun genauso klinge wie er selbst. Zawinul wusste, dass dieser wiederum genau wie Bud Powell spielte. „Ich kopierte perfekt denjenigen, der am perfektesten Bud Powell kopierte!“ “I realized I was the third copier on the list. I went home, put all my records together and they’re still the same way. That was 1965.” Von diesem Tag an legte er seine Platten weg und hörte sich keine andere Musik mehr an (mit Ausnahme von Demokassetten von Bewerbern für seine Bands und Projekte). Zawinul wurde nachdenklich, er hatte noch keinen eigenen Sound und forschte von da an nur noch in sich selbst nach neuen Klangideen. Als er merkte, dass er im Komponieren schneller war als im Notieren, nahm er zunächst seine Improvisationen auf und notierte sie erst danach. Bis zu 20 Stücke fielen ihm am Tag ein und in einem seiner letzten Interviews äußerte er, mittlerweile Material für zwanzig Jahre oder 13 Platten komponiert zu haben.
Zunächst wechselten seine Kompositionen vom Hard Bop zum Soul Jazz, das bekannteste Zeugnis dieser Neuorientierung war das Stück Mercy, Mercy, Mercy (1966), das zu einer Referenzaufnahme des Soul Jazz wurde. Er artikulierte damit seine Suche nach eingängigen, singbaren Melodien, die gleichwohl nicht einfach zu spielen sind. Zawinuls Kompositionen orientierten sich nun in der Melodik strikt am Liedgesang. Zuvor schon wurde er für den Rhythmus seiner Basslinien gelobt, die intuitiv dem Sprechrhythmus der menschlichen Stimme nachgebildet waren: „Unser Wiener Dialekt ist ja sehr nah bei einer walking bass line. Miles sagte auch: Nobody can write bass lines like you.“ Später erklärte er: „Den Spirit fremder Länder kriege ich vom Zuhören, vom Reden, von den Dialekten.“ Auch in der Tongebung verschiedener E-Pianos und Synthesizer und in der Phrasierung der melodischen Läufe oder Riffs bevorzugte er einen natürlichen, menschlichen Klang. „Spiele elektrisch, klinge akustisch“ war eine der Umschreibungen dieser Klangvorstellung. Trotz der Elektrifizierung seiner Instrumente wurde seine Musik menschlicher und zugleich multikultureller: „Ich wollte eine Musik, die ich für meine Eltern spielen kann, aber möglicherweise auch in Harlem. Durch dieses Forschen habe ich das Menschliche in mir selbst gefunden.“ Die Vielzahl seiner Keyboards diente ihm dazu, stets mehrere Register dafür parat zu haben. Die Hinwendung zur ethnischen Musik bei Weather Report und besonders beim Zawinul Syndicate war auch eine Erweiterung des volksmusikalischen Melodienrepertoires. Hinzu kamen eine stetig zunehmende Komplexität in der Rhythmisierung und Raffinesse in den Klangfarben und -texturen. Zawinuls „Global Music“ wurde daher als eine intelligente Erweiterung und Synthese von Volksmusik und Rhythmen der ganzen Welt auf höchstem Niveau gewürdigt.
In einem „Der Boxer“ überschriebenen Nachruf der österreichischen Zeitschrift Jazzzeit bezeichnete der Autor und Musikkritiker Robert Fischer Zawinul als „musikalisches Schwergewicht“ und schloss mit den Worten: „Was bleibt, ist ein staunenswertes, in allen seinen unterschiedlichen Facetten unglaublich inspirierendes Werk, das immer neue Entdeckungen lohnt.“

## Zitate
„Man muss nicht in Wien geboren worden sein, um einen Wiener Walzer zu spielen, wenn man ihn genug liebt und sich in die Musik einfinden kann. Das ist mir auch so passiert. Ich bin nach Amerika gekommen, weil ich Jazz liebte. Ich lernte ihn zu spielen, weil ich ihn so liebte und das tue ich immer noch“

„Aber am Tisch saßen halt immer so viele Leute, dass nie genug da war. Samstags fanden sich alle in der Küche ein, der Großvater brannte Schnaps, und alle haben Gstanzln gesungen. Ich habe sehr zeitig einen starken Rhythmus entwickelt. Wenn all die Leute zusammen singen, hat jeder den Drang, ein bisschen schneller zu werden. Die hatten ein furchtbares Timing, und ich musste alles [auf dem Akkordeon] zusammenhalten, das ganze Gesindel, musikalisch gesprochen. Irgendwie ist das wohl mit ein Grund, dass aus mir einmal ein Leader werden sollte.“

„Für mich steht der Groove an erster Stelle. Ohne ihn spiele ich gar nicht erst.“

“It ain’t white, it ain’t black, but it grooves harder than anything. […] Nobody can write bass lines like you.”

„Mein Eindruck war, dass Joe der ultimativ ernsthafte Musiker ist. Wenn man sich die Aufnahmen der Weather Report-Alben ansieht, dann starrt er immer in die Kamera. Er gibt einem durch seine Haltung zu verstehen, ‚Ich bin ein ernsthafter Musiker, Komponist und Mensch.‘ Und das ist wahr, aber es ist ein Paradox, weil er einer der lustigsten Menschen ist, mit denen ich jemals zusammengearbeitet habe. Er ist sehr unbeschwert, hat Spaß an Sport, Kartenspielen und einem guten Schluck Sliwowitz. Er hat einen sehr jugendlichen Geist, obwohl er auch ein scharfsinniger, weiser alter Mann ist.“

„Ich habe noch gespielt während der Rassentrennung, ich war immer der einzige Weiße mit de[n] Schwarzen, habe immer gewohnt mit den schwarzen Familien und wirklich kennengelernt die Wirklichkeit, die Menschlichkeit, die Intelligenz und die ‚sophistication‘ der Schwarzen, ich habe Tonnen um Tonnen gelernt von diesen Leuten, und ich habe immer nach dem Prinzip gelebt, in eine Band reinzukommen und der Schwächste zu sein und rauszukommen als Stärkster.“

„Und bitte: Vergessen wir nicht, dass Miles Davis’ ,Bitches Brew‘ ohne Joe Zawinul nie das Licht der Welt erblickt hätte. Es war Joe, der an der Seite von Miles dem elektronischen Keyboard im Jazz zum Durchbruch verhalf – und der ein Jahr zuvor die Geburtsstunde des Fusion Jazz mit ,In a silent way‘ eingeläutet hatte. Joe war die Brücke in die Zukunft, über die Miles Davis gegangen ist.“

„Der Jazz ist kein Entertainment mehr. Die Buben kommen aus den Akademien, aus den Schulen. Die neuen Jungs können zwar sehr gut spielen, aber sie haben vergessen, daß Musik auch Unterhaltung sein muß. Deshalb geht es mit dem Jazz bergab.“

„Meine Musik ist kompliziert zu spielen, aber einfach zu hören. Das ist das Geheimnis. Cannonball Adderley once told me: ‚You write such difficult music, but when you play it – it’s clear.‘“

Weitere Zitate hier:

## Auszeichnungen und Ehrungen
- Über Jahrzehnte hinweg erhielt Zawinul unzählige Auszeichnungen für sein künstlerisches Werk, darunter mehrere Grammys und 16 Grammy-Nominierungen, insgesamt 28 Down-Beat-Readers'-Poll-Gewinne als bester Electric Keyboard Player[68] (davon 25 Mal in Folge[69]), Hans-Koller-Preis (2000), Ehrenring der Stadt Wien (2002) und den Miles Davis Award des Montreal Jazz Festivals (2003).
- 2001 und 2003 gewann er jeweils den Amadeus Austrian Music Award für das „Beste Jazz/Blues/Folk-Album des Jahres“.
- Mehrere Musiker widmeten oder benannten Kompositionen nach Zawinul: Brian Eno mit Zawinul/Lava, John McLaughlin mit Jozy und Biréli Lagrène mit Josef. Prince bezeichnete die beiden Stücke Lillie (1962) und Birdland als zwei von 55 Songs, die ihn musikalisch inspiriert haben.

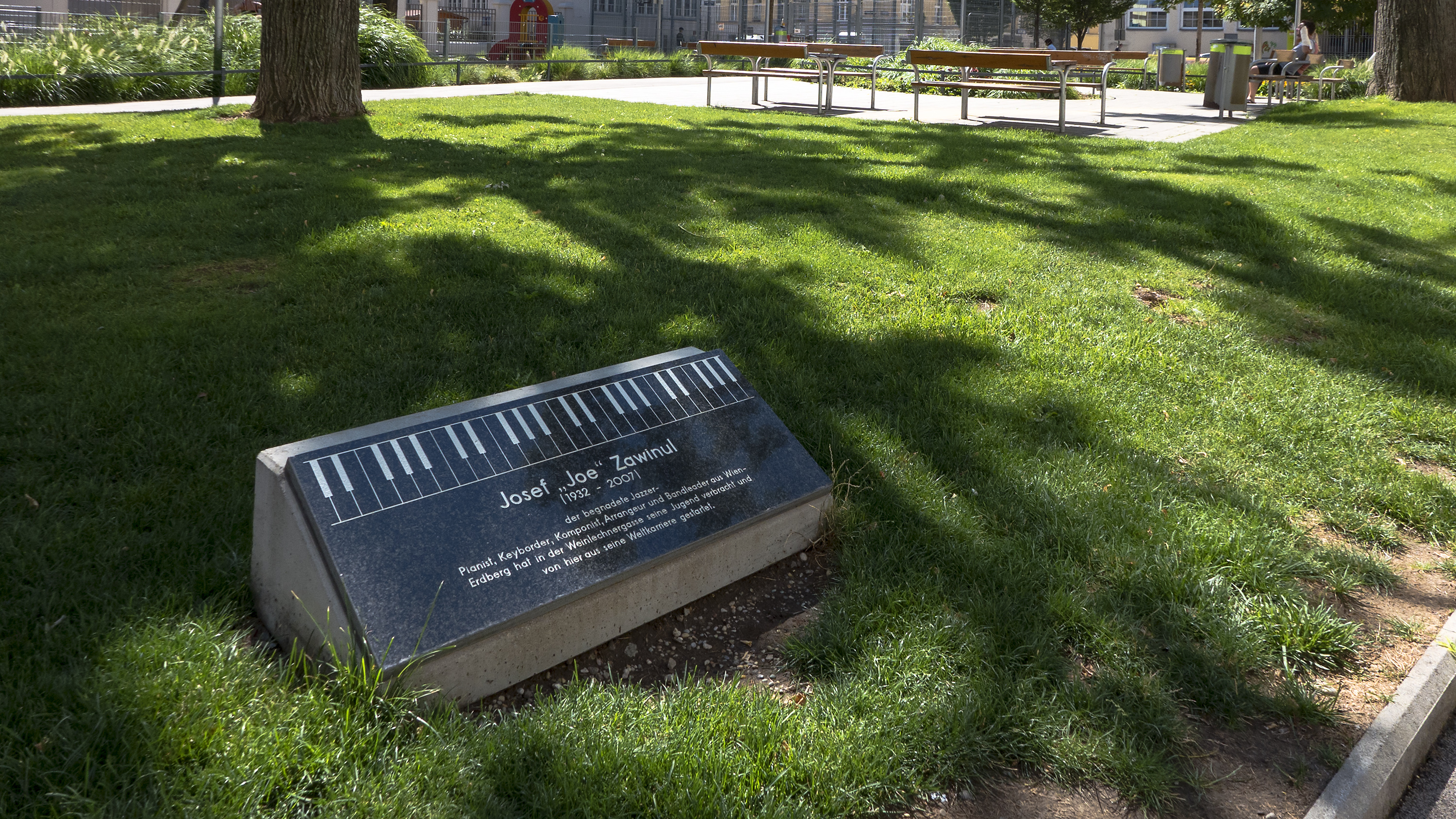
Gedenkstein für Zawinul im Joe-Zawinul-Park, 3. Bezirk, Wien

- Am 24. November 2003 wurde die Musikschule Gumpoldskirchen in Joe-Zawinul-Musikschule umbenannt.
- Am 24. Mai 2004 ehrte ihn die Österreichische Post mit einer Sondermarke (0,55 Euro).[70][34]
- 2006 wurde Zawinul mit der Ehrenurkunde des „Preises der deutschen Schallplattenkritik e. V.“ ausgezeichnet.
- Am 11. Mai 2007 verlieh ihm Bundeskanzler Alfred Gusenbauer das Große Silberne Ehrenzeichen für Verdienste um die Republik Österreich anlässlich der Eröffnung der Wiener Festwochen.[71]
- 2007 Ehrenbürgerschaft der Marktgemeinde St. Andrä Wördern (die Gemeinde, in der sich Oberkirchbach befindet, der Heimatort seiner Familie) zu seinem 75. Geburtstag
- 2009: Joe-Zawinul-Park in Wien[72]
- Am 2. November 2009: „Requiem for Joe Zawinul.“ UA von und mit Rudi Wilfer für Jazzband, Chor und Solisten im Rahmen des Jazzherbsts in der Christuskirche (Salzburg) am Allerseelentag.[73]
- 2010: posthum für sein Album 75 den Grammy Award als Bestes Zeitgenössisches Jazz-Album[74]

## Joe Zawinul Prize
Die Musik und Kunst Privatuniversität der Stadt Wien (MUK) verleiht seit 2020 den Joe Zawinul Prize. Der Preis ist ein Projektstipendium für Jazz-Studierende der MUK; er wird jährlich vergeben, ist mit 3.000,-- Euro dotiert und mit einem abschließenden Konzert im Wiener Jazzclub Porgy & Bess verbunden.
Die Preisträger sind:
- 2020: Daniel Holzleitner (Oberösterreich), Posaune[76]
- 2021: Abel Marton Nagy (Ungarn), Komposition[77]
- 2022: Florian Reider (Tirol), Piano[78]
- 2023: Anna Reisigl (Tirol), Bass[79]
- 2024: Katarina Kochetova (Ukraine/Serbien), Piano und Gesang[80]

## Aufnahmen (Auswahl)

### Als Bandleader(einschließlichWeather ReportundThe Zawinul Syndicate)
- Joe Zawinul and The Austrian All Stars 1954–57 (RST Records, 2004)
- Ben Webster and Joe Zawinul: Soulmates (Riverside, 1963)
- The Rise and Fall of the Third Stream (Vortex, 1965)
- Money in the Pocket (Atco, 1966)
- Zawinul (Warner, 1971)
- Weather Report: Sweetnighter (1973)
- Weather Report: Black Market (Columbia, 1976)
- Weather Report: Heavy Weather (Columbia, 1977)
- Weather Report: 8:30 (Columbia, 1979)
- Weather Report: Night Passage (Columbia, 1980)
- Di-a-lects (Columbia, 1986)
- The Zawinul Syndicate: Black Water (Columbia, 1989)
- The Zawinul Syndicate: Lost Tribes (Columbia, 1992)
- My People (ESC, 1996)
- Stories of the Danube (Polygram, 1996)
- Mauthausen – Vom großen Sterben hören (ESC, 2000)[9]
- Faces and Places (ESC, 2002)
- Brown Street (Intuition, 2006)[81]
- Joe Zawinul and The Zawinul Syndicate: 75th (BHM, 2007)[82]

### Als Begleiter
- Dinah Washington: What a Difference a Day Makes (Mercury, 1960)
- Yusef Lateef: The Centaur and the Phoenix (Riverside, 1961)
- Nancy Wilson and Cannonball Adderley (Capitol, 1961)
- Cannonball Adderley: Nippon Soul (Riverside, 1963)
- Cannonball Adderley: Mercy, Mercy, Mercy! Live at the Club (Capitol, 1966)
- Cannonball Adderley Quintet: Country Preacher (Capitol, 1969)
- Miles Davis: In a Silent Way (Columbia, 1969)
- Miles Davis: Bitches Brew (Columbia, 1970)

## Filmographie (Auswahl)
- Weather Report – Live at Montreux 1976. Konzertaufnahme vom Montreux Jazz Festival, 2007, 84 Min., Produktion: Montreux Sounds, DVD-Nr. EREDV629, Rezension:[83]
- Rockpalast: Weather Report. Konzertaufnahme in der Stadthalle Offenbach, Produktion: WDR, Erstsendung: 29. September 1978.
- Sur la route avec Joe Zawinul. Dokumentarfilm, Frankreich, 2000, 50 Min., Realisation: Daniel Farhi, Regie: Brice Meslem, Produktion: New Morning Vision.
- WDR Big Band und Joe Zawinul / Joe Zawinul und Syndicate. Konzert von den 23. Leverkusener Jazztagen 2002. Live-Aufnahme, 60 Min., Regie: Peter Sommer, Ausstrahlung: 3sat, 14. September 2007.[84]
- Joe Zawinul – Ein musikalisches Porträt. (OT: Joe Zawinul – A Musical Portrait.) Dokumentation, USA, 60 Min., 2004, Regie: Mark Kidel, deutschsprachige Erstausstrahlung: SF 1, 18. Dezember 2005, Reihe: Sternstunden, DVD-Vertrieb: Arthaus Musik, 2007.
- «Night Passage» avec le WDR Big Band de Cologne au Festival Jazz à Vienne 2006. Konzertaufnahme, Frankreich, 2006, 52 Min., Realisation: Emmanuel Pampuri, Produktion: CLC Productions.
- Absolute Zawinul – Ein Fragment. Dokumentation, Österreich, 30 Min., Produktion: ORF 2, Erstsendung: 16. September 2007.
- Joe Zawinuls Erdzeit. Dokumentarfilm, Österreich, 2008, 56:50 Min., Buch, Regie, Kamera: Robert Neumüller, Produktion: Felix Breisach Medienwerkstatt, ORF, SF, Erstsendung: 28. August 2008 bei ORF 2, Filmbilder mit Zitaten von Felix Breisach, Inhaltsangabe von SRF. Unter anderem mit Wayne Shorter, Miles Davis (Archiv), Friedrich Gulda (Archiv), Paul Gulda, Sabine Kabongo, Kristjan Järvi, Erich Zawinul.

### Fach- und Presseartikel
- All About Jazz: Joe Zawinul: Still Stirring Up The Weather article @ All About Jazz. 2. April 2007, abgerufen am 7. Juli 2025 (englisch). In: All About Jazz, 2. April 2007, Porträt (englisch)
- Joe Zawinul. Abgerufen am 7. Juli 2025. In: Sound on Sound Magazine (englisch)
- esc-records / press. Abgerufen am 7. Juli 2025. von ESC Records
- Thomas Mießgang: Sing den Körper elektrisch. In: Die Zeit. 31. März 2008, ISSN 0044-2070 (zeit.de [abgerufen am 7. Juli 2025]). In: Die Zeit, 11. September 2007, Nachruf
- Trauer um Joe Zawinul: "Er lebt weiter" - oesterreich.ORF.at. Abgerufen am 7. Juli 2025. In: ORF, 11. September 2007
- „I g'spia di ned!“ (Memento vom 23. Januar 2017 im Internet Archive). In: Die Presse, 5. September 2008, 6 Stimmen zum ersten Todestag

### Bilder
- Jazz-Legende: Joe Zawinul. 11. September 2007, abgerufen am 7. Juli 2025. In: Süddeutsche Zeitung, September 2007